# アン・ガスト・ブラウン
アン・ボールドウィン・ガスト・ブラウン（Anne Baldwin Gust Brown, 1958年3月15日 - ）は、アメリカ合衆国の企業重役である。夫は元カリフォルニア州知事のジェリー・ブラウンであり、したがって彼女は2011年から2019年のあいだはカリフォルニア州のファーストレディであった。
彼女はのキャリアには衣料品小売業のギャップのエグゼクティブ・バイス・プレジデントやファーストフードチェーンのジャック・イン・ザ・ボックスの取締役などがある。

## 生い立ちと教育
ガストは1958年3月15日にミシガン州ブルームフィールドヒルズでロックウェル・T・"ロッキー"・ガスト・ジュニア（Rockwell T. "Rocky" Gust, Jr.）とアン・ボールドウィン・ガスト（Anne Baldwin Gust）のあいだに生まれた。彼女は高校を主席で卒業し、スタンフォード大学に通い、政治学の学位を得卒業した。その後彼女はミシガン大学ロー・スクールに通うためにミシガン州に戻った。

## キャリア
弁護士になった後にガストは1991年に衣料品小売業のギャップに入社した。彼女は1994年から1998年までシニア・バイス・プレジデント兼法律顧問、1998年から1999年まで人事、法務、企業管理担当のエグゼクティブ・バイス・プレジデント、1999年から2000年までギャップの人事、法務、グローバル・コンプライアンス、企業管理担当のエグゼクティブ・バイス・プレジデント、1998年から2005年5月13日までチーフ・コンプライアンス・オフィサー、2000年3月から2005年5月13日まで最高総務責任者とエグゼクティブ・バイス・プレジデントを務めた。
ガストは2003年1月1日から2010年2月10日までジャック・イン・ザ・ボックスの取締役を務めた。

## 私生活
ガストは1990年に当時カリフォルニア州民主党委員長のジェリー・ブラウンとパーティーで知り合った。2人は2005年に結婚した。ガストは州知事任期中の夫への政治的影響力があったことが指摘されている。